# أوقست لامبرت
أوقست لامبرت (بالألمانية: August Lambert)‏ هو طيار بطل ألماني، ولد في 18 فبراير 1916 في Kleestadt ‏ في ألمانيا، وتوفي في 17 أبريل 1945 في كامينز في ألمانيا.